# Hubert Stier

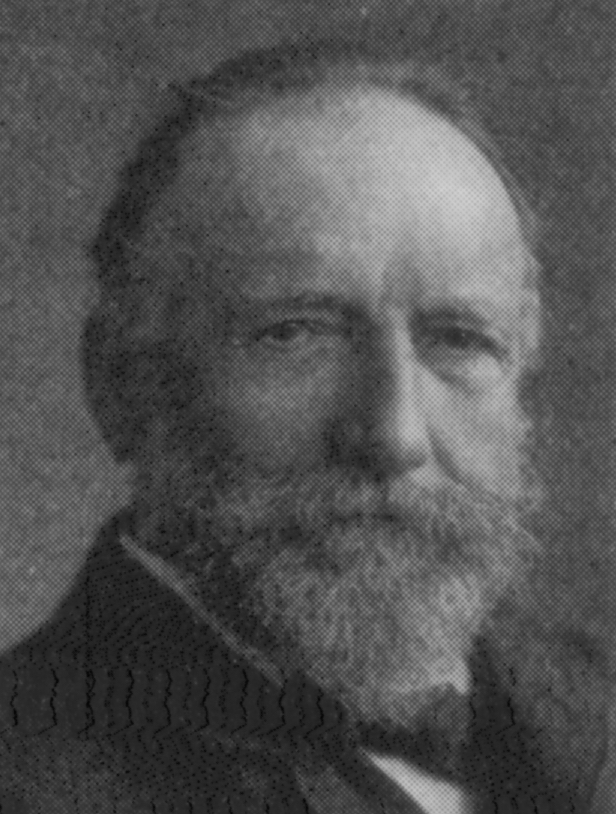
Hubert Stier

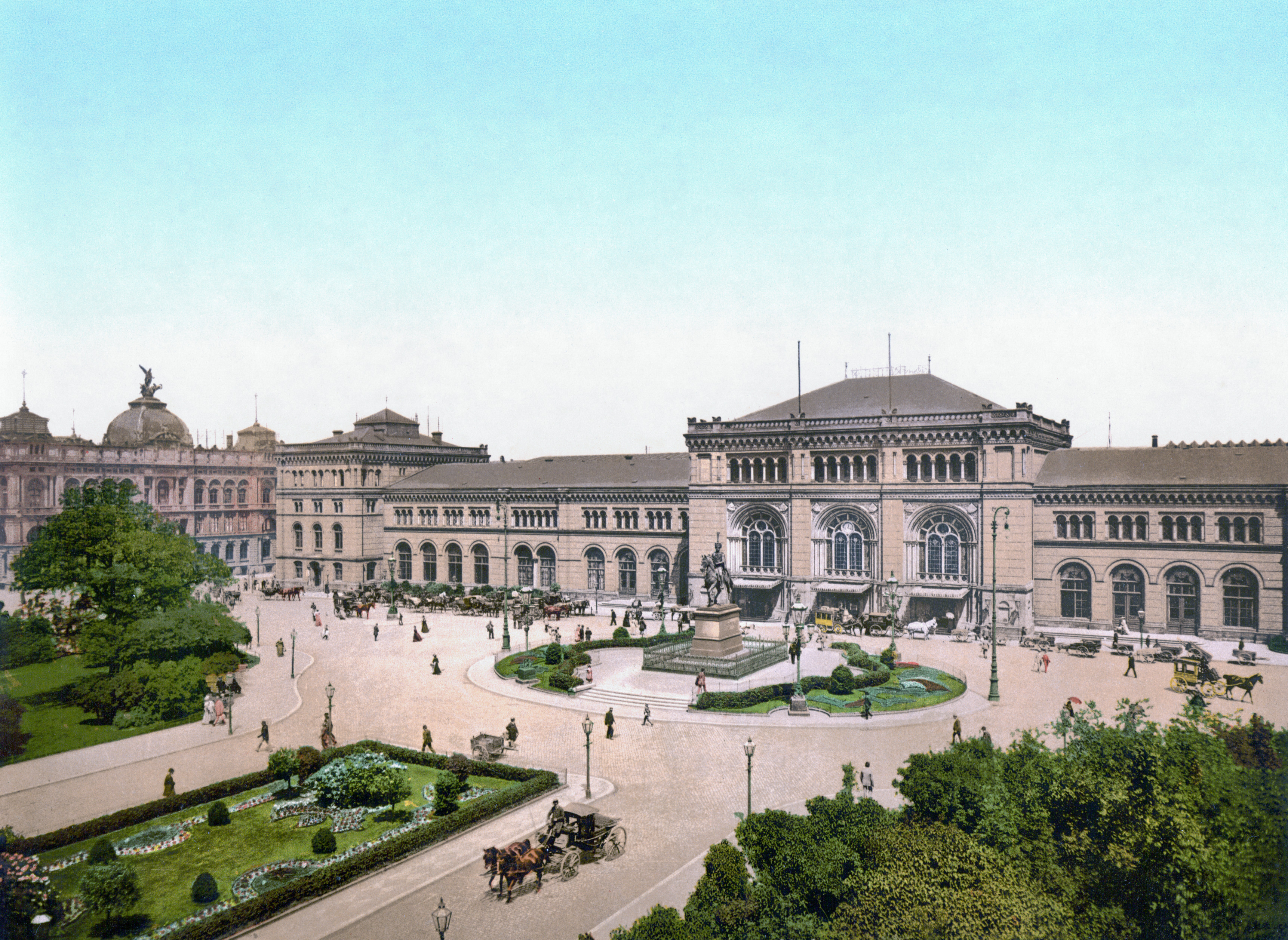
Hauptbahnhof Hannover (1900)

Hubert Oswald Stier (* 27. März 1838 in Berlin; † 25. Juni 1907 in Hannover) war ein deutscher Architekt, Baubeamter und Hochschullehrer. Er baute vorwiegend im Stil der Neorenaissance Bahnhöfe, Museumsbauten und Kirchen, vor allem in Berlin und Hannover.

## Leben
Hubert Stier war der Sohn des Berliner Architekten Wilhelm Stier (1799–1856). Dieser war Professor an der Berliner Bauakademie und Mittelpunkt eines hunderte Studenten umfassenden Bewundererkreises, des heute noch existierenden Akademischen Vereins Motiv. Schon als Neunjähriger wurde er von seinem Vater zu dessen Vorlesungen in der Bauakademie und zu den Vereinssitzungen mitgenommen und studierte folgerichtig selbst Architektur. Nach dem Studium in Berlin unternahm er 1862 eine Studienreise nach Italien. Im Büro des Architekten Hermann Friedrich Waesemann war er von 1863 bis 1864 beteiligt beim Bau des Roten Rathauses in Berlin-Mitte. Nach erneuten Studienreisen zwischen 1866 und 1868 nach Frankreich und Italien wurde er 1868 Regierungsbaumeister in Berlin.
1876 ging er als Abteilungsbaumeister nach Hannover zur Königlichen Eisenbahn-Direktion, wo er für den zweiten Entwurf des neu zu erbauenden Hauptbahnhofs der Stadt verantwortlich zeichnete. Der erste Entwurf des Berliner Architekten Friedrich Hitzig war am politischen Widerstand der Hannoverschen Bürgervereine gescheitert. Stiers Planung verband den Berliner Entwurf mit dem Rundbogenstil der Hannoverschen Architekturschule und eigenen Ideen. Die technische Ausführung des Hauptbahnhofs mit der der Zeit weit vorauseilenden Konzeption von Gepäck- und Personentunnel unter einem hochgelegten Gleiskörper, die außerhalb des Deutschen Reiches später als Hannover-System bezeichnet wurde, entwarf Ernst Grüttefien.

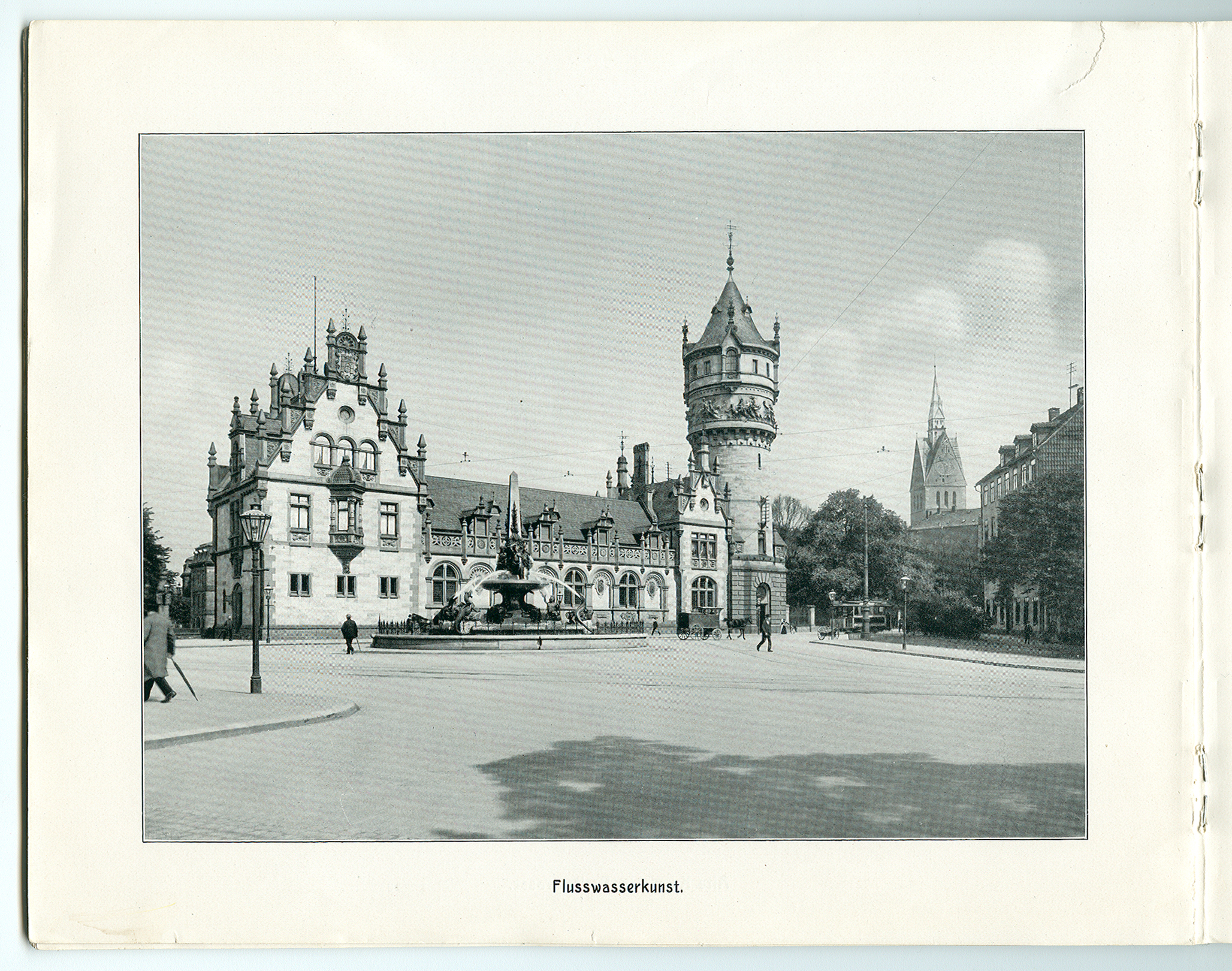
Flusswasserkunst am Friederikenplatz, Hannover. Der Wasserturm von Carl Dopmeyer, davor der Monumentalbrunnen von Karl Gundelach (Schale heute auf dem Klagesmarkt).

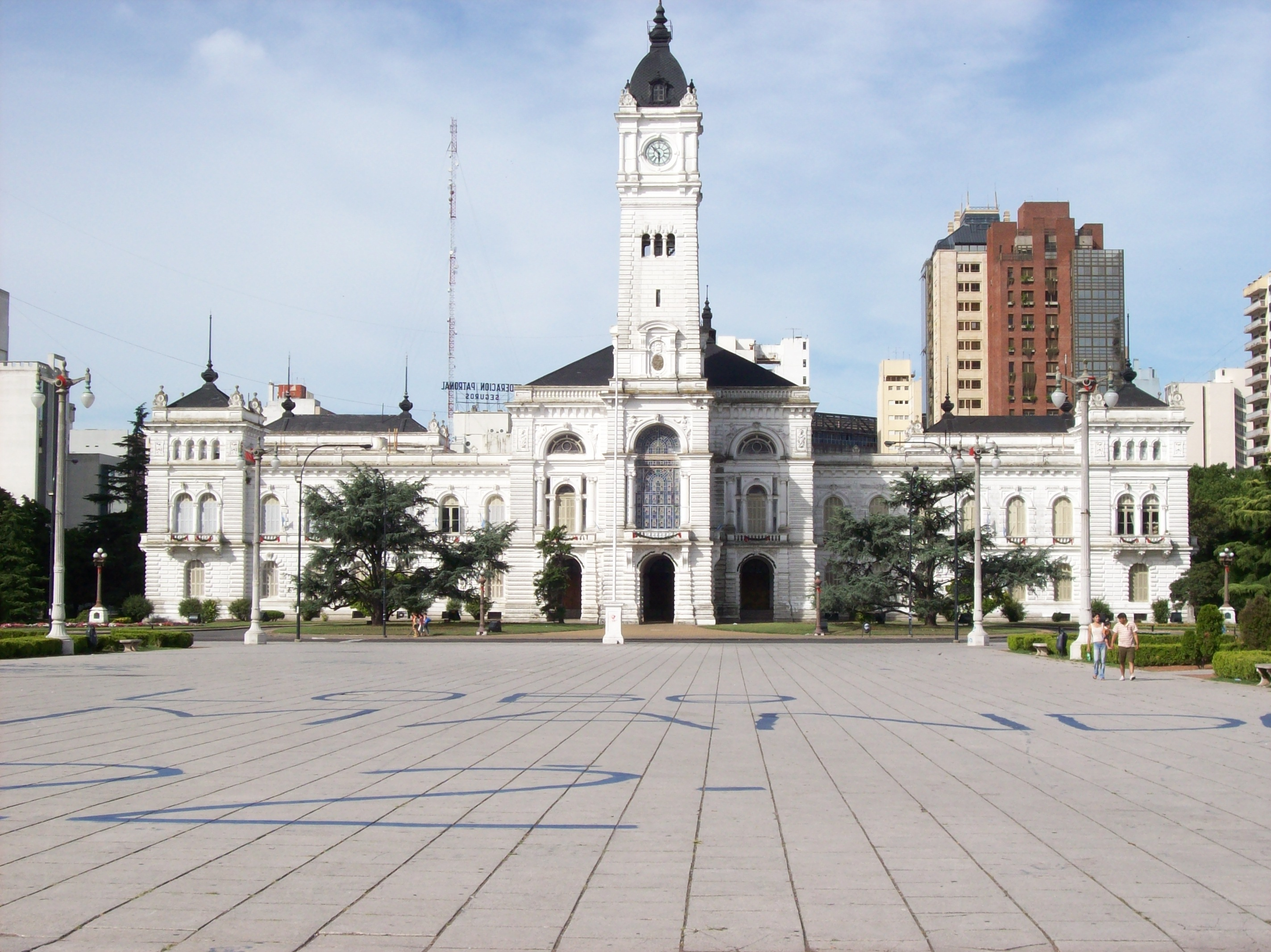
Palacio Municipal (Rathaus) in La Plata (Argentinien)

Bahnhof Harburg im Jahr der Fertigstellung 1897

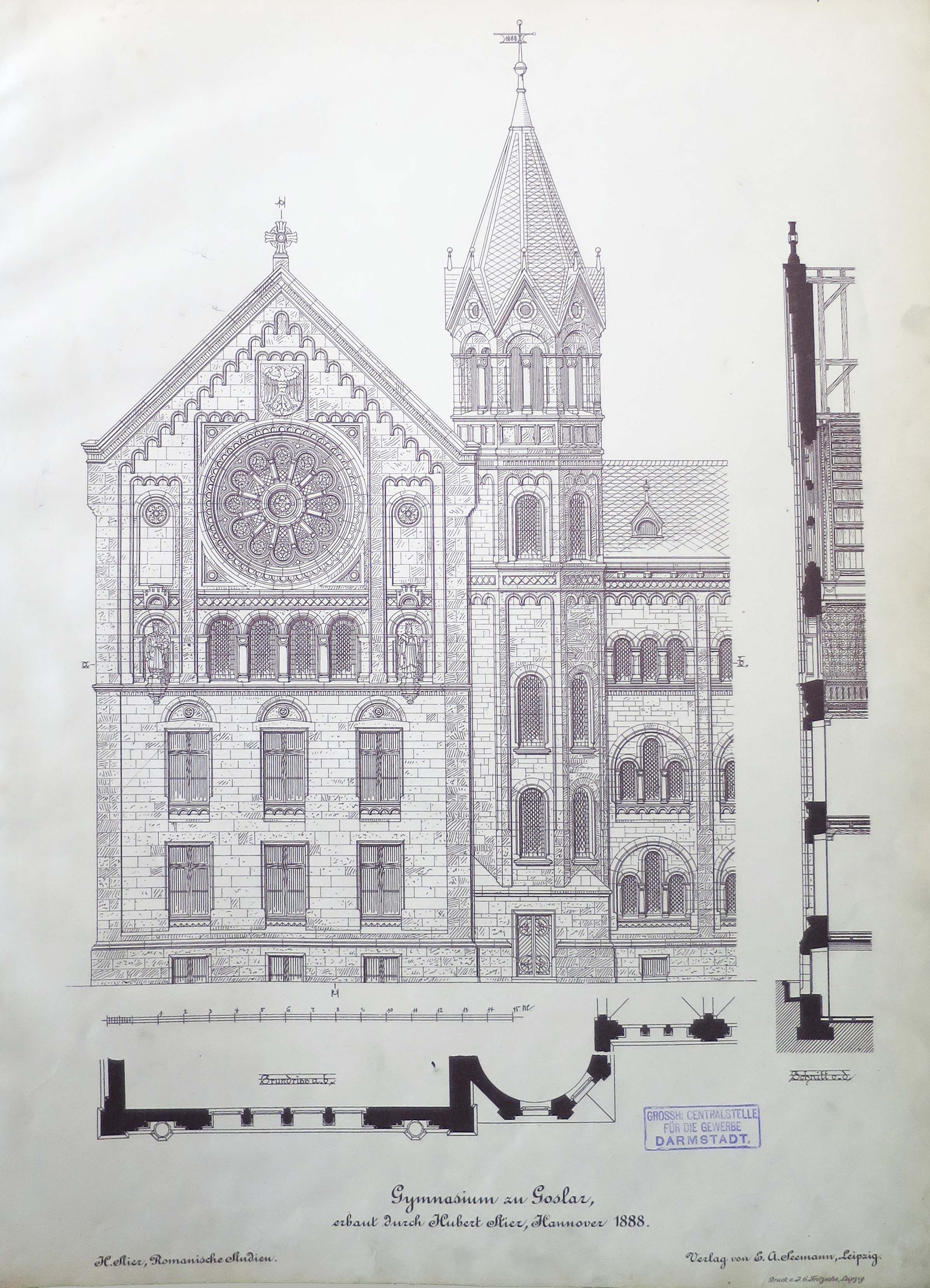
Ratsgymnasium Goslar

1880 wurde Hubert Stier Lehrer an der Technischen Hochschule Hannover, 1883 Professor, 1899 Baurat und 1905 Geheimer Baurat.
Unterdessen war Stier, der 1893 unter der Adresse Lützowstraße 1 in Hannover wohnte, das Ehrenkreuz von Schwarzburg 2. Klasse verliehen worden.
Neben Bauten von Geschäftshäusern in Hannover zeichnete Stier verantwortlich für zahlreiche Bauten.
Hubert Stier ist der Großvater von Hubert Hoffmann.

## Bauten und Entwürfe
- 1872–1877: Restaurierung des Doms zu Limburg a.d. Lahn
- 1875–1877: Herz-Jesu-Kirche (Berlin-Charlottenburg)
- 1875–1877: Hauptbahnhof Hannover
- 1875–1880: Kriegerdenkmal auf dem Marienberg in Brandenburg an der Havel (1945 zerstört)
- 1877/1978: Haus der Gesellschaft der Freunde, Breslau
- 1880–1888: Restaurierung der Liebfrauenkirche Arnstadt
- 1882: Postamt Arnstadt
- 1882–1884: Hauptbahnhof Hildesheim (1959/60 durch Neubau ersetzt)
- 1883: Rathaus (Palacio Municipal) von La Plata (Argentinien), Ausführung Ernesto Meyer
- 1883: Postamt Parchim (heute Hotel)
- 1884: Postamt Hameln
- 1886–1887: Restaurierung der Nikolaikirche Eisenach[3]
- 1886–1888: Bahnhof Uelzen (jetzt Hundertwasser-Bahnhof)
- 1886–1888: Ratsgymnasium Goslar
- 1886–1889: Hauptbahnhof Bremen
- 1886–1889: Bahnhof Kreiensen
- 1887–1897: Alte Harburger Elbbrücke Harburg & Wilhelmsburg (heute Hamburg-Harburg & Hamburg-Wilhelmsburg) Straßenbrücke über die Süderelbe, Ausführung M.A.N., Architekt Hubert Stier
- 1892: Rathaus Geestemünde (1944 kriegszerstört)
- 1893–1902: Kaiser-Wilhelm-Denkmal in Hohensyburg
- 1895: Gewinn des Wettbewerbs um das Neue Rathaus in Hannover (Entwurf nicht ausgeführt)
- 1895–1897: Harburg Hauptbahnhof (heute Hamburg-Harburg)
- 1896–1897: Reformierte Kirche am Waterlooplatz in Hannover, 1943 weitgehend kriegszerstört, 1956/60 Wiederaufbau Dieter Oesterlen
- 1896–1898: Flusswasserkunst in Hannover (1963 während der Ära des Stadtplaners Rudolf Hillebrecht abgerissen)
- 1897–1901: Provinzialmuseum in Hannover (heute Niedersächsisches Landesmuseum)
- 1903–1905: Paulus-Kirche (Berlin-Zehlendorf)
- Bahnhof Suderburg

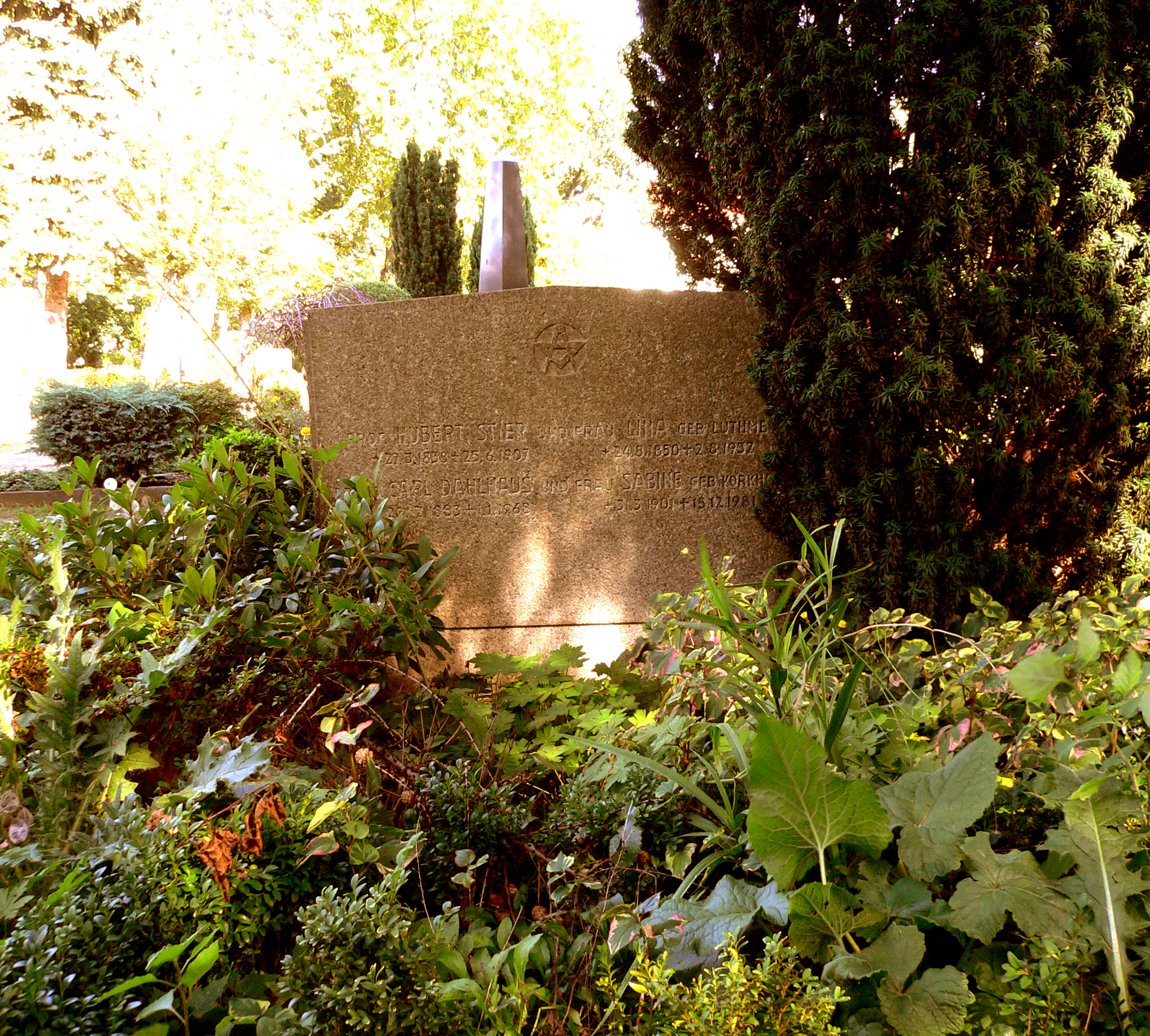
Grabmal auf dem Neuen St.-Nikolai-Friedhof in Hannovers Stadtteil Nordstadt

Hubert Stier wurde auf dem Neuen St.-Nikolai-Friedhof in Hannovers Stadtteil Nordstadt begraben.

## Schriften
- Hubert Stier (Hrsg.): Architektonische Erfindungen von Wilhelm Stier. Berlin 1867.
- Die Liebfrauenkirche zu Arnstadt. Studie über die bauliche Entwicklung derselben. Frotscher, Arnstadt 1882 (als Nachdruck: Thüringer Chronik-Verlag, Arnstadt 2001).
- Aus meinem Skizzenbuch. Architektonische Reisestudien aus Frankreich. Wittwer, Stuttgart 1885–1889.
- Hubert Stier (Hrsg.): Romanische Studien. Nach eigenen Ausführungen und Aufnahmen sowie nach Entwürfen der Studierenden der Technischen Hochschule zu Hannover. Seemann, Leipzig 1895.

## Unveröffentlichte Quellen
- Altchristliche und romanische Baukunst. Vorlesung, vorgetragen in den Studienjahren 1884/85 und 1885/86 an der Technischen Hochschule Hannover. Kollegheft. Bearbeitet von Johannes Franziskus Klomp. Hannover 1886. (Fotokopie des Originals vorhanden in der TIB/UB Hannover)
- Ornamentik II. Vorlesungen von Prof. Hubert Stier. Nachschrift von Ferdinand Eichwede. Hannover: Technische Hochschule [1900]. (Vorhanden in der TIB/UB Hannover)